# Cordylus cloetei
Cordylus cloetei là một loài thằn lằn trong họ Cordylidae. Loài này được Mouton & Van Wyk miêu tả khoa học đầu tiên năm 1994.